# Cirrhimuraena paucidens
Cirrhimuraena paucidens is een straalvinnige vissensoort uit de familie van slangalen (Ophichthidae). De wetenschappelijke naam van de soort is voor het eerst geldig gepubliceerd in 1931 door Herre & Myers.